# Robin HR-200
Le Robin HR-200 est un avion de tourisme dessiné par Chris Heintz et construit par la société Avions Pierre Robin (aujourd'hui APEX Aviation). C'est un avion biplace de construction métallique conçu particulièrement pour les écoles de pilotage. Le premier vol du HR-200 remonte à 1971, sa commercialisation à 1973. La gamme de puissance moteur est 108, 120 et 160 ch (ce dernier étant appelé « Acrobin »), sa vitesse de croisière va de 180  à   240 km/h selon sa puissance, son plafond est de 12 000 à 13 000 pieds. Le rayon d'action maximal de l'avion est de 1 050 km.
À la suite de la tentative de faire de l'« Acrobin » un avion de voltige, il dut subir certaines modifications (profil d'aile, type d'ailerons et surtout agrandissement important de la dérive et adjonction d'une quille anti-vrille (le HR200 passant en vrille à plat après trois tours, sans possibilité de sortie. Cf. l'évacuation en vol du prototype par Michel Brandt...), ce qui donnera naissance à la série des Robin R2100, R2120 et R2160.